# Résidence Super-Montparnasse
La résidence Super Montparnasse est une tour d'habitation conçue par l'architecte Bernard Zehrfuss située rue Georges-Pitard et rue Alphonse-Bertillon dans le 15e arrondissement de Paris, le long de la voie ferrée qui mène à la gare Montparnasse. Elle comprend 30 étages et 265 logements.
En 2015, elle est réhabilitée par les cabinets d'architecture CODA - Lair & Roynette Architectes et Architecture Pélegrin.

## Panorama
On voit la résidence Super-Montparnasse et la tour Georges-Pitard depuis l'avenue de Breteuil.

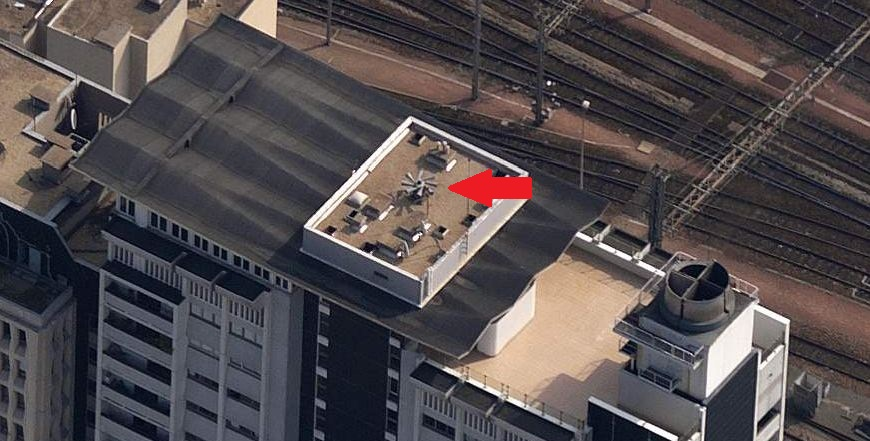
Sirène située sur le toit de la résidence